# رایا و آخرین اژدها
رایا و آخرین اژدها (انگلیسی: Raya and the Last Dragon) یک فیلم سینمایی پویانمایی رایانه‌ای آمریکایی در ژانر ماجراجویی و خیال‌پردازی حماسی از استودیو سینمایی والت دیزنی است.
رایا و آخرین اژدها پس از چهار ماه تأخیر به دلیل دنیاگیری کووید-۱۹، در تاریخ ۵ مارس ۲۰۲۱ در سینماهای ایالات متحده اکران شد. این فیلم به‌دلیل تأثیرات همه‌گیری بر روی دیزنی پلاس، به‌طور همزمان در دسترس قرار گرفت. این فیلم سومین عنوان فیلم پرمخاطب در سال ۲۰۲۱ شد، و بیش از ۱۳۰ میلیون دلار در سرتاسر جهان (بدون احتساب درآمد دیزنی پلاس) فروش داشته‌است. فیلم نقدهای مثبتی از منتقدان دریافت کرد که انیمیشن، توانمندی زنانه، جلوه‌های بصری، سکانس‌های اکشن، جهان سازی، شخصیت‌ها و صداپیشگی آن را تحسین کردند. این فیلم جوایز مختلفی از جمله نامزدی جایزه اسکار بهترین فیلم پویانمایی را دریافت کرد.

## خلاصه داستان
این فیلم دربارهٔ دختری به نام رایا است که در میان قبیله ای زیبا و شاد زندگی می‌کند، در سرزمینی که زمانی اژدهایان سحرآمیز در آن ساکن بوده‌اند که توسط دورون‌ها (نیروهایی اهریمنی) تبدیل به برهوتی سراسر تباهی شده بود اما رایا با آخرین اژدها به مکان‌های مختلفی سفر می‌کنند تا نوعی جواهر را تکمیل کنند تا اینکه به آخرین تکه می‌رسند که در دست رئیس یک قبیله است اما دختر رئیس ان قبیله ان اژدها یعنی آخرین اژدها را می‌کشد و دورون‌ها حمله می‌کنند و رئیس ان قبیله و چند نفر دیگر سنگ می‌شوند و رایا و دوستانش به همراه دختر رئیس ان قبیله مردم را خارج کردند ولی نیروی جواهر کم‌کم‌کم می‌شد و ان‌ها گیر افتادند رایا فهمید نیروی جواهر از اعتماد به هم به‌دست می‌آید و تمام تکه‌ها را با اعتماد به دختر رئیس ان قبیله داد ولی او و دوستانش سنگ شدند. او تمام تکه‌ها را به هم چسباند و خودش هم سنگ شد. 

## بازیگران
بازیگران این فیلم که برای یک فیلم آمریکایی غیرمعمول است، عمدتاً آسیایی‌تبار هستند، اگرچه برخی معتقدند که می‌توانست نمایندگان بیشتری از آسیای جنوب شرقی وجود داشته باشد.
- کلی مری ترن در نقش رایا،[۴] شاهزاده خانم جنگجوی خشن و با فضیلت که در حال آموزش برای تبدیل شدن به یک نگهبان جواهر اژدها بوده‌است. او برای اینکه پدرش را از سنگ بازگرداند و آرامش را به کوماندرا بازگرداند، به جستجوی آخرین اژدها می‌پردازد.[۵]
- آکوافینا در نقش سیسو،[۶] آخرین اژدهای موجود. شخصیت او تا حدودی نامطمئن اما شجاع، مهربان و عاقل است.[۷]
- ایزاک وانگ در نقش بون،[۸] یک کارآفرین ۱۰ ساله کاریزماتیک که اصالتاً اهل تیل است و خانواده خود را به دست دورون از دست داده‌است.[۹]
- جما چان در نقش ناماری، شاهزاده خانم جنگجوی نیش و رقیب رایا.[۱۰]
  - جوتا زیاو در نقش ناماری جوان.[۱۱][۱۲]
- دنیل دای کیم در نقش رئیس بنجا، پدر رایا، رئیس قبیله هارت.[۱۳]
- بندیکت وانگ در نقش تانگ، یک جنگجوی مهیب، قدرتمند و مهربان اهل اسپاین که خانواده و روستاییان خود را به دست دورون از دست داده‌است.[۱۳]
- ساندرا اوه در نقش ویرانا، مادر ناماری و رئیس قبیله نیش.[۱۲]
- لوسیل سونگ در نقش دانگ هو، رئیس قبیله تالون.[۱۴]
- آلن تودیک در نقش توک توک، بهترین دوست و اسب مطمئن رایا که ترکیبی از آرمادیلو و خرخاکی گلوله‌ای است.[۱۴] نام او اشاره ای به نام مستعار اتوریکشا در تایلند است.[۱۵]